# Clarence Hudson White

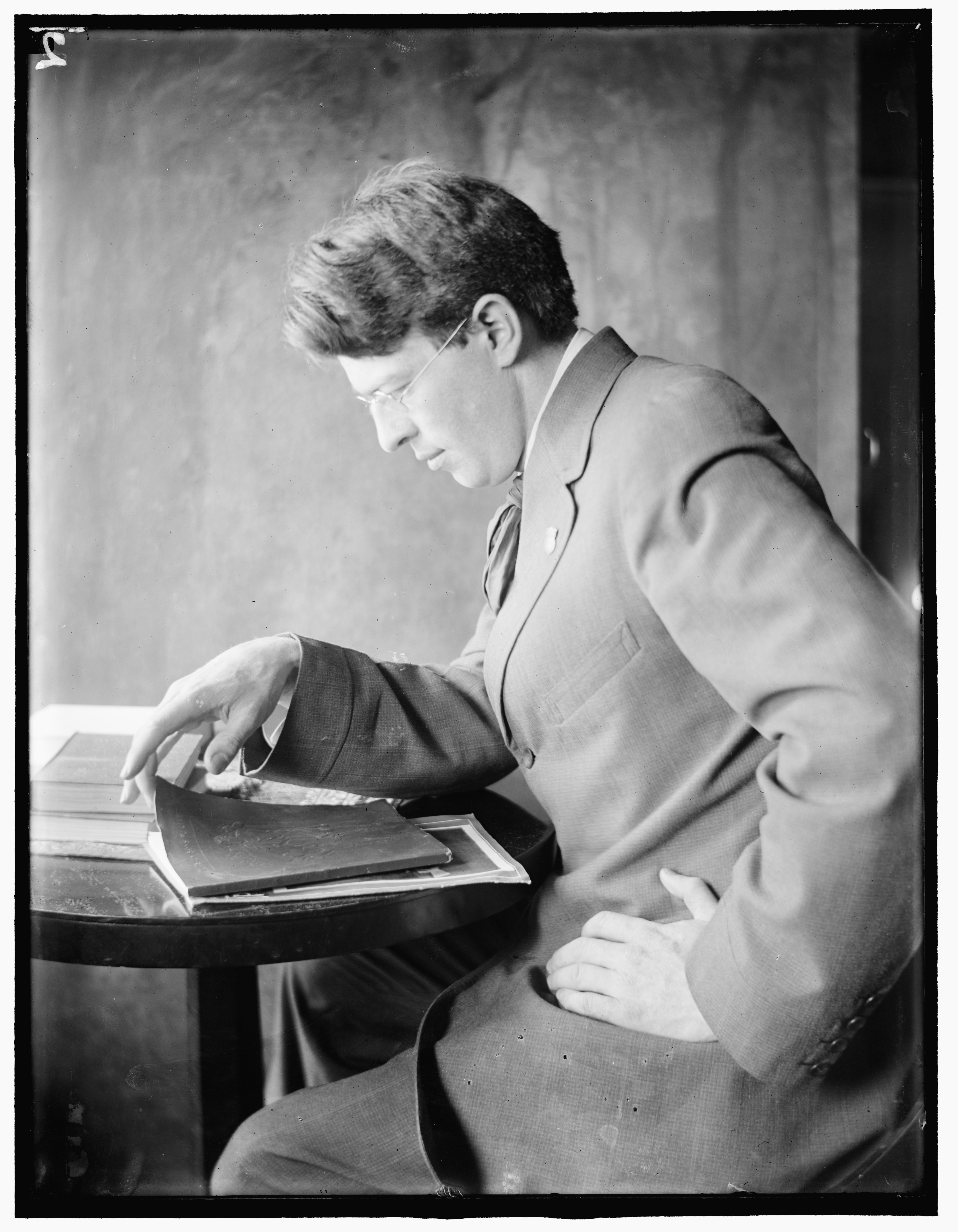
Clarence White fotografiert von Gertrude Käsebier, 1897–1910

Clarence Hudson White (* 8. April 1871 in West Carlisle, Ohio; † 7. Juli 1925) war ein amerikanischer Fotograf, Fotografielehrer sowie Gründungsmitglied der Photo-Secession.

## Leben

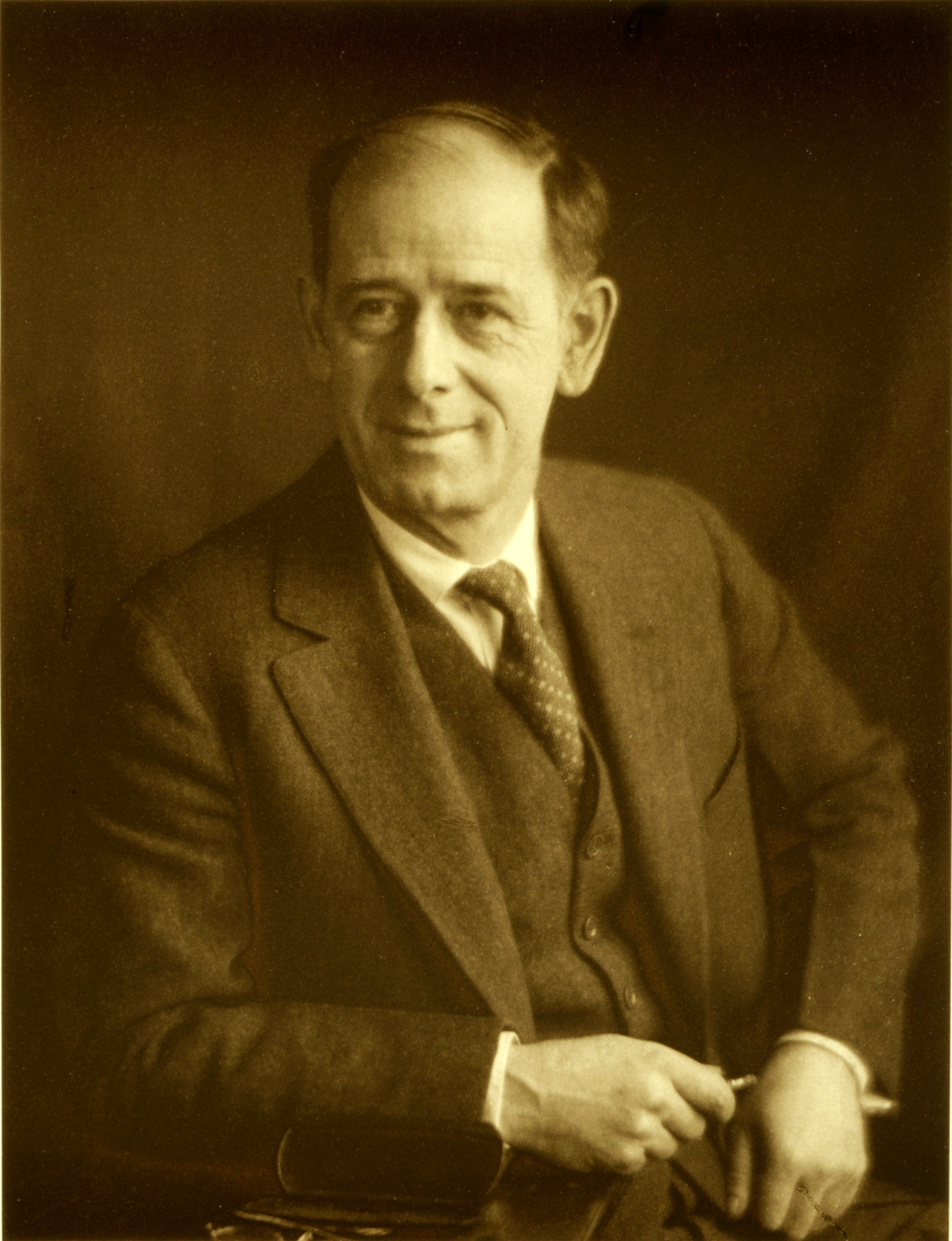
Clarence Hudson White, porträtiert von Doris Ulmann, 1920

Sein Vater war Verkäufer in dem Großhandelsunternehmen Fleek & Neal, und White trat nach Besuch der High School dort als Buchhalter ein. 1893 heiratete er Jane Felix, mit der er drei Kinder hatte, unter anderem Clarence White junior, der ihm als Fotograf und Fotografielehrer am Teachers College an der Columbia University nachfolgte.
Clarence White beschäftigte sich bereits in seiner Jugend mit Kunst, wurde hierin aber nicht durch seine Eltern unterstützt. Nach seiner Hochzeit begann er mit dem Fotografieren. Die Aufnahmen bereitete er häufig minutiös in seinem Skizzenbuch durch Zeichnungen und Malereien vor. Sein geringer Arbeitslohn erlaubte ihm jedoch nur die Anschaffung von allenfalls zwei fotografischen Platten je Woche. Die Porträtierten mussten oft stundenlang auf die Aufnahme warten, bis die Lichtverhältnisse exakt seinen Vorstellungen entsprachen. White fotografierte in erster Linie Frauen und Kinder, und zu seinen bevorzugten Modellen gehörte die jüngste Schwester seiner Ehefrau, Letitia Felix.

## Werk
White wurde dafür gerühmt, den Charakter der Porträtierten in seinen Fotografien zum Ausdruck zu bringen.
Clarence H. White verschaffte sich mit seinen Fotoarbeiten bald Anerkennung. Zum Beispiel errang er die Goldmedaille der Ohio Photographer’s Association 1896 und die Teilnahme an der Foto-Ausstellung des Philadelphia Photographic Salon 1898. Zusammen mit Alfred Stieglitz und anderen wurde er zu einem der Mitbegründer der Photo-Secession.
Seine Vollzeitstelle als Buchhalter vertrug sich immer weniger mit den wachsenden künstlerischen Ansprüchen. 1906 konnte er diese Arbeit aufgeben und als Fotograf sein Auskommen finden, indem er nach New York City zog. Ein Jahr später ernannte man ihn zum Hochschullehrer für Fotografie an der Columbia University.
In der von Alfred Stieglitz herausgegebenen Zeitschrift Camera Work konnte White zwischen 1903 und 1908 27 eigene Arbeiten und vier Gemeinschaftsarbeiten mit Stieglitz präsentieren.
Clarence White war zeitlebens Sozialist.

Fotografien
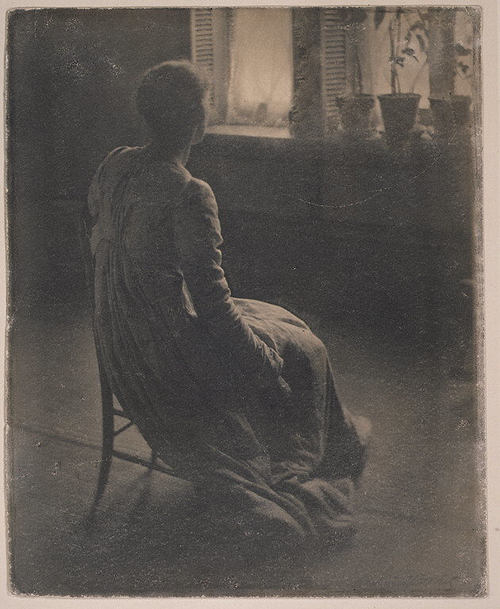
Frau von hinten gesehen, circa 1900
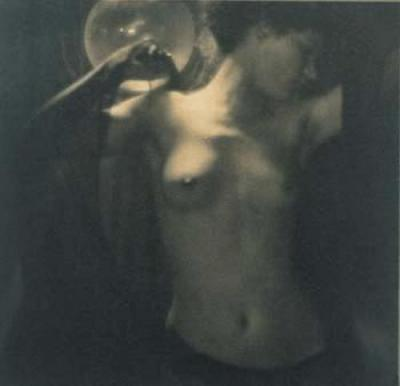
Nude Torso, 1906
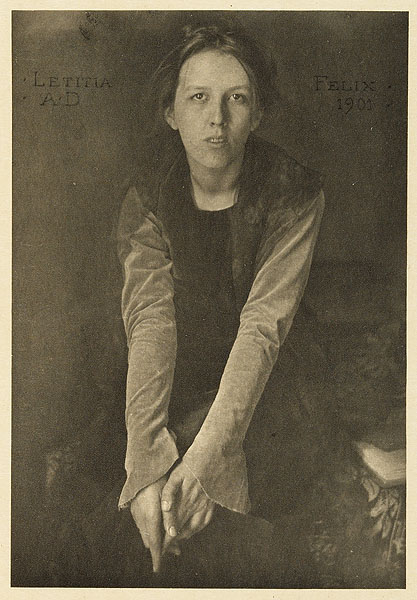
Ms. Letitia Felix, 1901